# Rudolf
Rudolf ist ein deutscher männlicher Vorname. Davon abgeleitet tritt er auch als Familienname auf.

## Herkunft und Bedeutung
Der Name Rudolf setzt sich aus den althochdeutschen Wörtern hrōd, hruod für Ruhm, Ehre und wolf für Wolf zusammen.

## Verbreitung
Rudolf ist seit dem Mittelalter ein beliebter Vorname in Deutschland. In jüngerer Zeit war er besonders zwischen 1890 und 1940 populär; die Beliebtheit des Namens hat seit Mitte der 1950er-Jahre deutlich nachgelassen.
In der Schweiz werden Personen des Vornamens Rudolf fast ausschließlich mit der Kurzform Ruedi angesprochen, viele bezeichnen sich auch schriftlich so. Der Name ist sehr verbreitet und war traditionell sehr populär.

## Namenstag
Der 17. April, der auf Rudolf von Bern, und der 6. November, der auf Rotho bzw. Rudolf von Büren zurückgeht, sind Namenstage von Rudolf. Auch der 26. Juni, der an Rudolf von Gubbio erinnert, der 30. April in Bezug auf Rudolf den Schweiger und der 15. Juli zum Gedenken an Rudolf Lunkenbein werden erwähnt. Auch der 25. Juli wird als Namenstag genannt: er geht zurück auf Rodolfo Acquaviva, einen Jesuiten-Pater, gestorben am 25. Juli 1583 in Cuncolim, der 1583 auf Salsette, einer Halbinsel südlich von Goa, eine Kirche errichten wollte, jedoch kurz nach seiner Ankunft gemeinsam mit vier weiteren Jesuiten und 14 indischen Christen von Hindus ermordet wurde.

## Varianten

### Männlicher Vorname
- deutsch: Dolf, Ruddl, Ralf, Ralph, Radolf, Roff, Rolf, Rolli, Rollo, Rudi, Rudo, Rolle, Rolfi, Rüdlin, Rudolph, Rul, Ruodi
- englisch: Rudolph, Rolph, Ralph, Rudie, Rudy
- französisch: Raulf, Rodolphe, Roux
- friesisch: Roele, Roelef, Roelf, Roelof, Rolef, Rolof, Roloff, Roluf, Roolof
- griechisch: Ροδόλφος
- italienisch: Ridolfo, Rodolfo, Rudolfo
- lateinisch: Rudolphus, Rudolfus
- lettisch: Rūdolfs
- niederländisch: Roelof, Ruud, Roel
- rätoromanisch: Duff, Dusch, Riedi, Ruosch
- schweizerdeutsch: Roff, Rolf, Rollo, Rudi, Rudo, Ruedi, Riodi, Rüedi, Ruodi, Rüdi
- spanisch: Rodolfo, Rodufo
- portugiesisch: Rodolpho
- tschechisch: Rudolf, Ruda
- ungarisch: Rezső

### Weiblicher Vorname
- Rudolfine und Rudolfa

### Familienname
- Rudolff, Rudolph
- Rudloff, Rulloff, Ruloff, Rulof; Rudleff
- Rulf, Rülf, Ruelf
- Ruof, Ruoff, Ruef, Rueff, Ruf, Ruff
- Rolf, Rolff, Rolph
- Roloff[4], Rohloff[4], Rohlf[4]
- Ralf, Ralph, Rahlf[4], Raff
- dutzende weitere[4]

## Namensträger
Für Namensträger weiterer Varianten siehe die jeweiligen Artikel zur Variante.

### Herrscher
Für Herrscher mit dem Namen Rudolf siehe Herrscher namens Rudolf.

### Vorname

#### Rudolf
- Rudolf I. von Admont (1171–1172), Abt des Klosters Admont
- Rudolf von Bern (≈1290–1294), Mordopfer und Hauptfigur einer antijüdischen Ritualmordlegende
- Rudolf (Bischof) († 1047), Bischof von Schleswig seit 1026
- Rudolf von Ems (1200–1254), deutscher Epiker
- Rudolf von Fulda (<800–865), deutscher Mönch und Geschichtsschreiber
- Rudolf von Neuenburg (auch Rudolf von Fenis), Schweizer Minnesänger
- Rudolf von Österreich-Ungarn (1858–1889), Thronfolger von Österreich-Ungarn
- Rudolf von Rotenburg (fl. 13. Jh.), mittelhochdeutscher Dichter und Minnesänger
- Rudolf Ahorn (1890–1914), deutscher Fußballspieler
- Rudolf Augstein (1923–2002), deutscher Journalist und Verleger
- Rudolf Bahro (1935–1997), deutscher Philosoph
- Rudolf Beiswanger (1903–1984), deutscher Schauspieler, Hörfunksprecher und Theaterintendant
- Rudolf Buchbinder (* 1946), österreichischer Pianist
- Rudolf Caracciola (1901–1959), deutscher Autorennfahrer
- Rudolf Carnap (1891–1970), deutscher Philosoph
- Rudolf Clausius (1822–1888), deutscher Physiker
- Rudolf Dannhauer (* 1934), deutscher Skilangläufer
- Rudolf Diesel (1858–1913), deutscher Ingenieur und Erfinder
- Rudolf Dreßler (1940–2025), deutscher Politiker (SPD)
- Rudolf Eller (1914–2001), deutscher Musikwissenschaftler an der Universität Rostock
- Rudolf Faluvégi (* 1994), ungarischer Handballspieler
- Rudolf Gnägi (1917–1985), Schweizer Politiker (BGB)
- Rudolf Heß (1894–1987), deutscher Politiker (NSDAP)
- Rudolf Heydel (1912–1936), deutscher Automobilrennfahrer
- Rudolf Hierl (1921–2010), deutscher Politiker (CSU)
- Rudolf Horn (1903–1984), deutscher Archäologe und Hochschullehrer
- Rudolf Höß (1901–1947), deutscher SS-Obersturmbannführer
- Rudolf Jehle (1894–1970), Liechtensteiner Sportschütze
- Rudolf Kalmowicz (1915–2007), deutscher Filmproduzent, Kinobetreiber und Unternehmer
- Rudolf Kempe (1910–1976), deutscher Dirigent
- Rudolf Kirchschläger (1915–2000), österreichischer Diplomat und Politiker, Bundespräsident
- Rudolf Kissinger (1866–1944), deutscher Pfarrer, Lehrer, Heimatforscher, Vereins- und Verbandsfunktionär
- Rudolf Klupsch (1905–1992), deutscher Leichtathlet
- Rudolf Knoblauch (* 1951), Schweizer Diplomat
- Rudolf Körner (1892–1978), deutscher Turner, Olympiateilnehmer, Offizier und Historiker
- Rudolf von Langen (1438/39–1519), deutscher Humanist und Domherr in Münster
- Rudolf Lehr (1924–1999), deutscher Journalist, Mundartforscher und -dichter
- Rudolf Lehr (1929–2023), österreichischer Journalist und Historiker
- A. Rudolf Leinert (1898–1969), deutscher Schriftsteller
- Rudolf Limpach (1920–1995), deutscher Buchdrucker, Museologe und Heimatforscher
- Rudolf Lindau (1829–1910), deutscher Schriftsteller und Diplomat
- Rudolf zur Lippe (1937–2019), deutscher Philosoph und Künstler
- Rudolf Löhner (1890–1971), österreichischer Bildhauer
- Rudolf Löwenstein (1819–1891), deutscher Schriftsteller
- Rudolf Luginbühl (1854–1912), Schweizer Historiker und Hochschullehrer
- Rudolf Mansfeld (1901–1960), deutscher Agrikulturbotaniker
- Rudolf Matzner (1930–2019), deutscher Heimatkundler, Referent und Autor
- Rudolf von Meran (1872–1959), österreichischer Jurist, Politiker und Statthalter in Kronländern Österreich-Ungarns
- Rudolf Metz (1923–1991), deutscher Geologe und Hochschullehrer
- Rudolf Möller (1815–1885), deutscher Philologe und Lehrer
- Rudolf Möller (1881–1967), deutscher Maler, Grafiker und Zeichenlehrer
- Rudolf Möller (1914–2008), deutscher Schauspieler und Genealoge
- Rudolf Möller (1928–2008), deutscher Kommunalpolitiker (CDU), Bürgermeister von Kronberg im Taunus
- Rudolf Möller-Dostali (1892–1961), deutscher Parteifunktionär (KPD, SPD)
- Rudolf Mönnich (1854–1922), deutscher Architekt, preußischer Baubeamter
- Rudolf Mors (1920–1988), deutscher Komponist
- Rudolf Mößbauer (1929–2011), deutscher Physiker
- Rudolf Mühlfenzl (1919–2000), deutscher Fernsehjournalist und Medienmanager
- Rudolf Müller (1802–1885), Schweizer Landschaftsmaler und Zeichner
- Rudolf Müller (1813–1890), deutscher Landwirt und Politiker
- Rudolf Müller (1816–1904), böhmischer Historienmaler
- Rudolf Müller (1854–1912), deutscher Verwaltungsjurist
- Rudolf Müller (1856–1922), deutscher Lehrer und Biograf
- Rudolf Müller (1864–1955), österreichischer Politiker (SDAP)
- Rudolf Mueller (1869–1954), deutscher Politiker, Oberbürgermeister von Darmstadt
- Rudolf Müller (1876–1933), deutscher Jurist und Politiker
- Rudolf Müller (1878–1966), deutscher Diplomat
- Rudolf Müller (1899–1986), Schweizer Bildhauer
- Rudolf Müller (1903–1969), deutscher Maler und Hochschullehrer
- Rudolf Mueller (1904–1997), deutscher Politiker
- Rudolf Müller (1910–1944), deutscher Fußballspieler
- Rudolf Müller (1910–1961), deutscher Politiker (SPD), MdA Berlin
- Rudolf Müller (1911–1997), deutscher Politiker (SED)
- Rudolf Müller (1912–2009), deutscher Politiker (CSU)
- Rudolf Müller (1915–2011), deutscher Politiker (FDP), MdL Baden-Württemberg
- Rudolf Müller (1924–1987), deutscher Politiker (CDU), MdB
- Rudolf Müller (1931–2012), Bischof von Görlitz
- Rudolf Müller (* 1931), deutscher Fluchthelfer
- Rudolf Müller (* 1932), deutscher Politiker (SPD), MdB
- Rudolf Müller (1938–2016), deutscher Politiker (CDU), MdA Berlin
- Rudolf Müller (* 1947), österreichischer Jurist
- Rudolf Müller (* 1951), deutscher Politiker (AfD), MdL Saarland
- Rudolf Müller (* 1960), deutscher Fußballspieler
- Rudolf Müller-Chappuis (1905–1968), deutscher Pianist, Klavierpädagoge und Schriftsteller
- Rudolf Müller-Erzbach (1874–1959), deutscher Rechtswissenschaftler und Hochschullehrer
- Rudolf Müller-Gerhardt (1873–1962), deutscher Maler
- Rudolf Wolfgang Müller (1934–2017), deutscher Politikwissenschaftler
- Rudolf Münze (1930–2020), deutscher Chemiker und Hochschullehrer
- Rudolf Neubert (1898–1992), deutscher Hygieniker und Hochschullehrer
- Rudolf Neuhaus (1914–1990), deutscher Dirigent und Hochschullehrer
- Rudolf Neuhäuser (1933–2020), österreichischer Slawist und Hochschullehrer
- Rudolf Nurejew (1938–1993), russischer Tänzer
- Rudolf Oldenburg (1879–1932), österreichischer  Handelsreisender, Afrikaforscher und Fotograf
- Rudolf Opfermann (1844–1913), deutscher Architekt
- Rudolf Platte (1904–1984), deutscher Schauspieler
- Rudolf Pokorny (1950–2024), deutscher Historiker
- Rudolf Prack (1905–1981), österreichischer Filmschauspieler
- Rudolf Radke (1925–2015), deutscher Journalist und Publizist
- Rudolf Reibold (* 1936), deutscher Brigadegeneral, stellvertretender Leiter des Militärischen Abschirmdienstes
- Rudolf Röhrer (1930–2012), deutscher Journalist
- Rudolf Roonthal, bürgerlich Rudolf Rosenthal (1896–1983), deutscher Komponist und Liedtexter
- Rudolf Rosenthal (1873–1954), österreichisch-US-amerikanischer Kunsthändler und Kunsthistoriker
- Rudolf Rumetsch (1921–1998), deutscher Verwaltungsjurist, Landrat und Ministerialbeamter
- Rudolf Rupec (1896–1983), jugoslawischer Fußballspieler und -trainer
- Rudolf Sang (1900–1972), deutscher Schauspieler, Regisseur und Theaterintendant
- Rudolf Scharinger (* 1965), österreichischer Politiker (SPÖ), Bürgermeister von Traun
- Rudolf Scharping (* 1947), deutscher Politiker (SPD) und Sportfunktionär
- Rudolf Schauss (1957–2016), österreichischer Fußballspieler
- Rudolf Schefold (* 1929), deutscher Fußballspieler
- Rudolf von Schlitz (1884–1933), deutscher Rittmeister und Rittergutsbesitzer
- Rudolf Schmidt (1832–1898), Schweizer Offizier und Erfinder
- Rudolf Schmidt (1862–1945), deutscher Architekt und Baumeister
- Rudolf Schmidt (1875–1943), deutscher Autor und Chronist
- Rudolf Schmidt (1886–1957), deutscher Generaloberst
- Rudolf Schmidt (1886–1965), deutscher Rechtswissenschaftler
- Rudolf Schmidt (1894–1955), österreichischer Bautechniker und Erfinder
- Rudolf Schmidt (1894–1980), österreichischer Bildhauer und Kunsthistoriker
- Rudolf Schmidt (1852–1913), deutscher Ministerialbeamter und Eisenbahnbeamter
- Rudolf Schmidt (1904–1969), deutscher Verwaltungsjurist, Landrat und Ministerialbeamter
- Rudolf Schmidt (1940–1966), deutscher Fußballspieler
- Rudolf Schmidt-Dethloff (1900–1971), deutscher Maler
- Rudolf Schneider (1852–1911), deutscher Historiker
- Rudolf Schneider (1875–1956), deutscher Jurist und Richter
- Rudolf Schneider (1882–1917), deutscher U-Boot-Kommandant
- Rudolf Schneider (1916–?), deutscher Fußballspieler
- Rudolf Schneider (1921–1986), deutscher Fußballspieler
- Rudolf Johann Schneider, eigentlicher Name von Rudy Schneyder (* 1966), deutscher Sänger, Gitarrist und Unterhaltungskünstler
- Rudolf Schock (1915–1986), deutscher Sänger
- Rudolf Seiters (* 1937), deutscher Politiker (CDU), Bundesminister
- Rudolf Senti (1898–1958), Liechtensteiner Sportschütze
- Rudolf Spemann (1905–1947), deutscher Schriftdesigner und Kalligraph
- Rudolf Springer (1909–2009), deutscher Kunsthändler und Galerist
- Rudolf Steiner (1861–1925), österreichischer Philosoph
- Rudolf Steinweg (1888–1935), deutscher Automobilrennfahrer
- Rudolf Tobias (1873–1918), estnischer Komponist und Organist
- Rudolf Virchow (1821–1902), deutscher Arzt und Politiker
- Rudolf Wimmer (* 1944), deutscher Fußballspieler
- Rudolf Zehetgruber (1926–2023), österreichischer Schauspieler, Regisseur und Filmproduzent
- Rudolf Zender (1901–1988), Schweizer Maler, Grafiker und Zeichner

#### Rudolph
- Rudolph von Fischer-Benzon (1839–1911), deutscher Gymnasiallehrer, Landesbibliothekar und Botaniker
- Rudy Giuliani (* 1944 als Rudolph William Louis Giuliani), US-amerikanischer Politiker
- Rudolph Loewenstein (1898–1976), französisch-US-amerikanischer Psychoanalytiker
- Rudolph Moshammer (1940–2005), deutscher Modeschöpfer
- Rudolph Müller (* 1839), deutscher Jurist und Politiker
- Rudolph Neuß (1826–1892), deutscher Jurist und Bürgermeister
- Rudolph Sauerwein (1900–1956), deutscher Automobilrennfahrer
- Rudolph „Rudy“ Traylor (1918–1992), US-amerikanischer Jazz-Schlagzeuger, Arrangeur und Produzent
- Rudolph Valentino (1895–1926), italienischer Schauspieler
- Rudolph Wolken (1881–1956), deutsch-US-amerikanischer Ringer
- Rudy Yakym (* 1984 als Rudolph Chester Yakym), US-amerikanischer Politiker

#### Rudi
- Rudi Altig (1937–2016), deutscher Radrennfahrer
- Rudi Arndt (1927–2004), deutscher Politiker (SPD)
- Rudi Assauer (1944–2019), deutscher Fußballfunktionär
- Rudi Bach (1886–1942), deutscher Schauspieler, Drehbuchautor und Filmregisseur
- Rudi Bommer (* 1957), deutscher Fußballspieler
- Rudi Carrell (1934–2006), niederländischer Showmaster
- Rudi Cerne (* 1958), deutscher Eiskunstläufer und Fernsehmoderator
- Rudi Dutschke (1940–1979), deutscher Studentenführer
- Rudi Engel (* 1957), deutscher Jazzmusiker (Kontrabass)
- Rudi Fleck (1930–2012), deutscher Politiker (SED)
- Rudi Glöckner (1929–1999), deutscher Fußballschiedsrichter
- Rudi Gutendorf (1926–2019), deutscher Fußballspieler und -trainer
- Rudi Hurzlmeier (* 1952), deutscher Cartoonist
- Rudi Istenič (* 1971), slowenischer Fußballnationalspieler
- Rudi Kargus (* 1952), deutscher Fußballspieler
- Rudi Knees (1907–1982), deutscher Motorradrennfahrer
- Rudi Michel (1921–2008), deutscher Sportreporter
- Rudi Schuricke (1913–1973), deutscher Schlagersänger und Schauspieler
- Rudi Sölch (1931–2021), deutscher Kommunalpolitiker und Medienmanager
- Rudi Stephan (1887–1915), deutscher Komponist
- Rudi Völler (* 1960), deutscher Fußballspieler und -manager
- Rudi Zapf (* 1959), deutscher Musiker und Kabarettist

#### Ruedi
- Ruedi Aeschbacher (* 1941), Schweizer Politiker
- Ruedi Bantle (1926–2017), Schweizer Politiker
- Ruedi Baumann (* 1947), Schweizer Landwirt und Politiker
- Ruedi Baur (* 1956), Schweizer Designer
- Ruedi Elsener (* 1953), Schweizer Fußballnationalspieler
- Ruedi Fries (* 1955), Schweizer Tierzuchtwissenschaftler und Hochschullehrer
- Ruedi Josuran (* 1957), Schweizer Moderator und Programmgestalter
- Ruedi Klapproth (1925–2012), Schweizer Jugendschriftsteller
- Ruedi Lais (1953–2021), Schweizer Politiker
- Ruedi Lüthy (* 1941), Schweizer Mediziner
- Ruedi Noser (* 1961), Schweizer Unternehmer und Politiker
- Ruedi Reich (1945–2012), Schweizer Pfarrer und Kirchenratspräsident
- Ruedi Rüfenacht (* 1964), Schweizer Politiker (EVP), Stadtpräsident von Wetzikon
- Ruedi Rymann (1933–2008), Schweizer Musiker
- Ruedi Walter (1916–1990), Schweizer Volksschauspieler und Kabarettist
- Ruedi Wyss (1932–2007), Schweizer Musiker, Komponist und Dirigent
- Ruedi Zahner (* 1957), Schweizer Fußballspieler, Fußballtrainer und Teammanager

### Familienname
- Alfred Rudolf (1877–1955), Schweizer Jurist und Politiker
- Anna Rudolf (* 1987), ungarische Schachspielerin
- Arne Rudolf (* 1990), deutscher Schauspieler
- Beate Rudolf (* 1964), seit 1. Januar 2010 Direktorin des Deutschen Instituts für Menschenrechte
- Bert Rudolf (1905–1992), österreichischer Komponist
- Claudia Schäfer-Rudolf (* 1970), deutsche Kommunalpolitikerin (CSU)
- Christian Rudolf (* 1965), deutscher Schauspieler und Sänger
- Christine Rudolf (* 1965), deutsche Politikerin (SPD)
- Dieter Rudolf (* 1952), deutscher Fußballspieler
- Eduard Rudolf (1922–2011), deutscher Lehrer
- Franz Rudolf (1896–1988), deutscher Jurist und Politiker (Zentrum)
- Gerd Rudolf (* 1939), deutscher Psychiater, Psychosomatiker und Psychoanalytiker
- Gergely Rudolf (* 1985), ungarischer Fußballspieler
- Germar Rudolf (* 1964), deutscher Holocaustleugner und Exhibitionist
- Hans Ulrich Rudolf (* 1943), deutscher Professor für Geschichte
- Heinrich Karl Rudolf (vor 1875 – nach 1917), Unternehmer in Böhmen, siehe H. K. Rudolf
- Hermann Rudolf (* 1960), deutscher Fußballspieler der 1980er Jahre
- Jean-Baptiste Rudolf (1824–1893), Bürgermeister und Mitglied des Landesausschusses von Elsaß-Lothringen
- Johann Rudolf Rudolf (1646–1718), Schweizer Theologe
- Johannes Rudolf (* 1951), deutscher Politiker (CDU), Mitglied des Abgeordnetenhauses von Berlin
- Josef Rudolf (1892–1977), deutscher Pädagoge
- Joseph Rudolf (1847–1935), elsässischer Landwirt und Landtagsabgeordneter
- Joseph Rudolf (Geistlicher) (1868–1953), deutscher katholischer Priester, Geistlicher Rat und Domkapitular
- Karl Rudolf (1886–1964), Theologe, Domkapitular, Prälat und Gründer des Österreichischen Seelsorgeinstituts
- Kevin Rudolf (* 1983), US-amerikanischer Pop- und Rock-Sänger
- Kinga Rudolf (* 1979), polnische Badmintonspielerin
- Konrad Rudolf (1922–2005), Schweizer Agrarwissenschaftler und Hochschullehrer
- Leopold Rudolf (1911–1978), österreichischer Schauspieler
- Lorenz Rudolf (* 1995), deutscher Volleyballspieler
- Madeleine Graf-Rudolf (* 1957), Schweizer Politikerin (Grüne)
- Maria Rudolf (1926–2012), italienische Widerstandskämpferin
- Markus Rudolf (* 1966), deutscher Wirtschaftswissenschaftler
- Max Rudolf (Ruderer) (1891–??), Schweizer Ruderer
- Max Rudolf (Dirigent) (1902–1995), deutscher Dirigent
- Michael Rudolf (1961–2007), deutscher Satiriker
- Michaela Rudolf (* 1972), österreichische Triathletin
- Nicolas Rudolf (* 2001), österreichischer Badmintonspieler
- Niklas Rudolf (* 1996), deutscher Volleyball- und Beachvolleyballspieler
- Paul Rudolf (1892–1956), Schweizer Ruderer
- Peter Rudolf (* 1958), deutscher Politikwissenschaftler
- Petra Rudolf (Moderatorin) (* 1967), österreichische Moderatorin
- Petra Rudolf (Physikerin) (* 1957), deutsche Physikerin
- Robert Rudolf (1884–1932), Schweizer Bildhauer
- Stefan Rudolf (* 1974), deutscher Schauspieler
- Walter Rudolf (1931–2020), deutscher Jurist und Staatssekretär (Rheinland-Pfalz)
- Willi Rudolf (* 1944), deutscher Unternehmer, Kommunalpolitiker und Kreisbehindertenbeauftragter des Landkreises Tübingen
- Wilma Rudolph (1940–1994), US-amerikanische Leichtathletin und Olympiasiegerin
- Wolfram Graf-Rudolf (* 1960/1961), deutscher Zoodirektor
- Žan Rudolf (* 1993), slowenischer Leichtathlet